# Wiener Ärzteball
Der Wiener Ärzteball ist ein Tanzball, der von der Ärztekammer für Wien organisiert wird und alljährlich am letzten Samstag im Jänner in der Wiener Hofburg stattfindet. Er gilt als Treffen von Größen aus Politik, Wirtschaft und Sozialversicherung.

## Geschichte
Der Wiener Ärzteball wird seit 1949 durchgeführt und bildet einen Höhepunkt der Wiener Ballsaison. In der Ausgabe 2/1949 der Mitteilungen der Wiener Ärztekammer wurde angekündigt: „Unter dem Ehrenschutz des Herrn Vizebürgermeisters, Stadtrat, Minister a. D. Lois Weinberger findet am Donnerstag, den 24. Februar 1949, um 21 Uhr, in den Sälen des Wiener Konzerthauses ein Ärzteball statt, der von der Sektion Spitalsärzte der Wiener Ärztekammer veranstaltet wird. Wir gestatten uns, alle Ärzte, ihre Familien und Freunde zu diesem Ball geziemend einzuladen.“ Diese war der Beginn einer Balltradition, die bis auf zwei Ausnahmen jährlich stattfand.
Der Ort des ersten Wiener Ärzteballs war das Wiener Konzerthaus. Der zweite Wiener Ärzteball am 16. Februar 1950 wurde in die Gesamtverantwortlichkeit der Wiener Ärztekammer einverleibt. Eine Sonderstellung für die Spitalsärzte dürfte es aber auch danach noch gegeben haben. Der Programmzettel des vierten Wiener Ärzteballs am 13. Februar 1953 (im Jahr 1952 fand wegen des „finanziell großen Risikos“ kein Ärzteball statt) sah reduzierte Eintrittspreise für Spitalsärzte vor, die für den Eintritt 25 Schilling zahlen mussten, für alle anderen waren es 40 Schilling. Die Eintrittspreise blieben lange Zeit stabil. Erst mit dem neunten Wiener Ärzteball am 18. Jänner 1958 gab es eine moderate Erhöhung auf 30 beziehungsweise 50 Schilling. Auch die Vorstellung der Ballorganisatoren hinsichtlich der Festlichkeit des Geschehens änderten sich. In den Mitteilungen vom siebenten Wiener Ärzteball am 10. Februar 1956 heißt es, dass die „Abendkleidung der Herren immer mehr zu Frack und Smoking tendiert“. Erstmals vorgeschrieben wurde diese Bekleidung dann acht Jahre später beim 15. Wiener Ärzteball am 25. Jänner 1964.
Eine Zäsur in mehrfacher Hinsicht bildete der 14. Wiener Ärzteball am 26. Jänner 1963. Erstmals wurde die Hofburg als Veranstaltungsort gewählt, die ab diesem Zeitpunkt dann alljährlich am letzten Samstag im Jänner Veranstaltungsort war.
Im September 2020 wurde die für Jänner 2021 geplante Veranstaltung aufgrund der COVID-19-Pandemie abgesagt.

### Gäste
Der Ärzteball ist Treffpunkt österreichischer Politikprominenz. Es waren Parlamentspräsidenten, Minister, Stadträte und später EU-Kommissäre anwesend. Auch Bundespräsident und Bundeskanzler waren zugegen, wie etwa Julius Raab, Alfons Gorbach, Franz Jonas und Rudolf Kirchschläger. Weitere Beispiele an Ehrengästen des Wiener Ärzteballs sind Theodor Körner, Leopold Figl und Bruno Pittermann. Nach 1952 musste der Wiener Ärzteball noch einmal 1991 aussetzen. Grund war damals der im Zuge des zweiten Golfkriegs erfolgte Einmarsch der von den USA geführten Koalition in Kuwait. Die unklare Sicherheitslage hatte die Organisatoren des Wiener Opernballs zu einer Absage bewogen. Viele andere Ballveranstalter taten es dem Opernball gleich und sagten ebenfalls ab. Auch der Wiener Ärztekammer war das Sicherheitsrisiko zu groß: Der Ärzteball wurde abgesagt und musste ein Jahr pausieren.

## Durchführung und Programm
Um exakt 21.30 Uhr startet der Ärzteball mit seiner festlichen Eröffnung. Knapp eine Stunde später heißt es dann „Walzer für alle“. Einer der Höhepunkte des Balles ist der Einzug der Ehrengäste, die feierliche Eröffnung durch das Jungdamen- und Herrenkomitee und die musikalische Tanz-, Gesangs- oder Showeinlage. Langjährige Tradition beim Wiener Ärzteball ist eine Mitternachtseinlage sowie die Quadrille um 3.00 Uhr früh. Als zusätzlichen Höhepunkt hat der Ärzteball einen zusätzlichen Show-Act um 1.30 Uhr. Die künstlerische Gestaltung des Wiener Ärzteballs liegt in den Händen des Wiener Ballett Theaters Mastaire. Bis zu zwölf Musikformationen sorgen für Unterhaltung in 25 Sälen einer Disco, zum Tanz. Jedes Jahr werden die Räume der Wiener Hofburg mit einem duftenden Blumenmeer aus Tausenden von Blüten dekoriert. Am Wiener Ärzteball nehmen jedes Jahr rund 3.500 Besucher teil.